# カール・ハーゲマイスター
カール・ハーゲマイスター（Karl Hagemeister、1848年3月12日 - 1933年8月5日）はドイツの画家である。

## 略歴
ブランデンブルク州のハーフェル川流域のヴェルダー(Werder)の果実園主の息子に生まれた。両親から美術教育を受け、学生時代にシェーンハウゼン城で絵を描いている時に、風景画家のベレマン(Ferdinand Konrad Bellermann)に才能を認められ、画家になることを勧められ、ヴァイマルの画家フリードリヒ・プレラー(Friedrich Preller der Ältere:1804-1878)のスタジオで訓練を受ける機会を与えられた。プレラーはゲーテと親しかったことで知られる風景画家、風俗画家である。1871年からヴァイマルの美術学校に入学し、プレラーから、ロマン主義の画家、フィリップ・オットー・ルンゲのスタイルや理論を学んだ。1873年の夏から、ヨーロッパ各地へ修行のために旅行し、ドイツ北部のリューゲン島やミュンヘンを訪れ、ウィーン生まれの画家、カール・シューフと知り合い、シューフとオランダ、ベルギーを旅した。翌年、ヴィルヘルム・トリュブナーも加わり、3人の画家はフランス・ハルスやレンブラント・ファン・レインといったオランダの巨匠たちの作品を学んだ。1875年から1876年の間、ハーゲマイスターはイタリア、主にヴェネツィアと北イタリアのピエーヴェ・ディ・カドーレに滞在した。
1884年にカール・シューフに誘われて、ともにパリに移った。ハーゲマイスターらは、写実主義の画家、ギュスターヴ・クールベやエドゥアール・マネの作品に興味を持ち、ジュール・ブルトン、コロー、シャルル＝フランソワ・ドービニー、テオドール・ルソーといったバルビゾン派の画家たちとも交流した。フランスの画家から影響を受けて、印象派のスタイルも取り入れることになり、シューフとは離れることになった。画家として人気がでて財産を得たが第一次世界大戦後のインフレと不況で財産は失われた。
1898年にマックス・リーバーマンらとともにベルリン分離派の創立メンバーの一人となった。1912年にはプロイセンの王族フリードリヒ・レオポルトに絵画を教えた。1913年にバイエルン王国から勲章を受けた。

## 作品

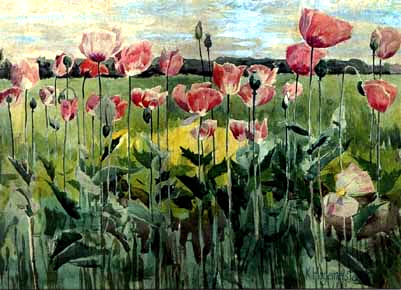
「ケシ畑」
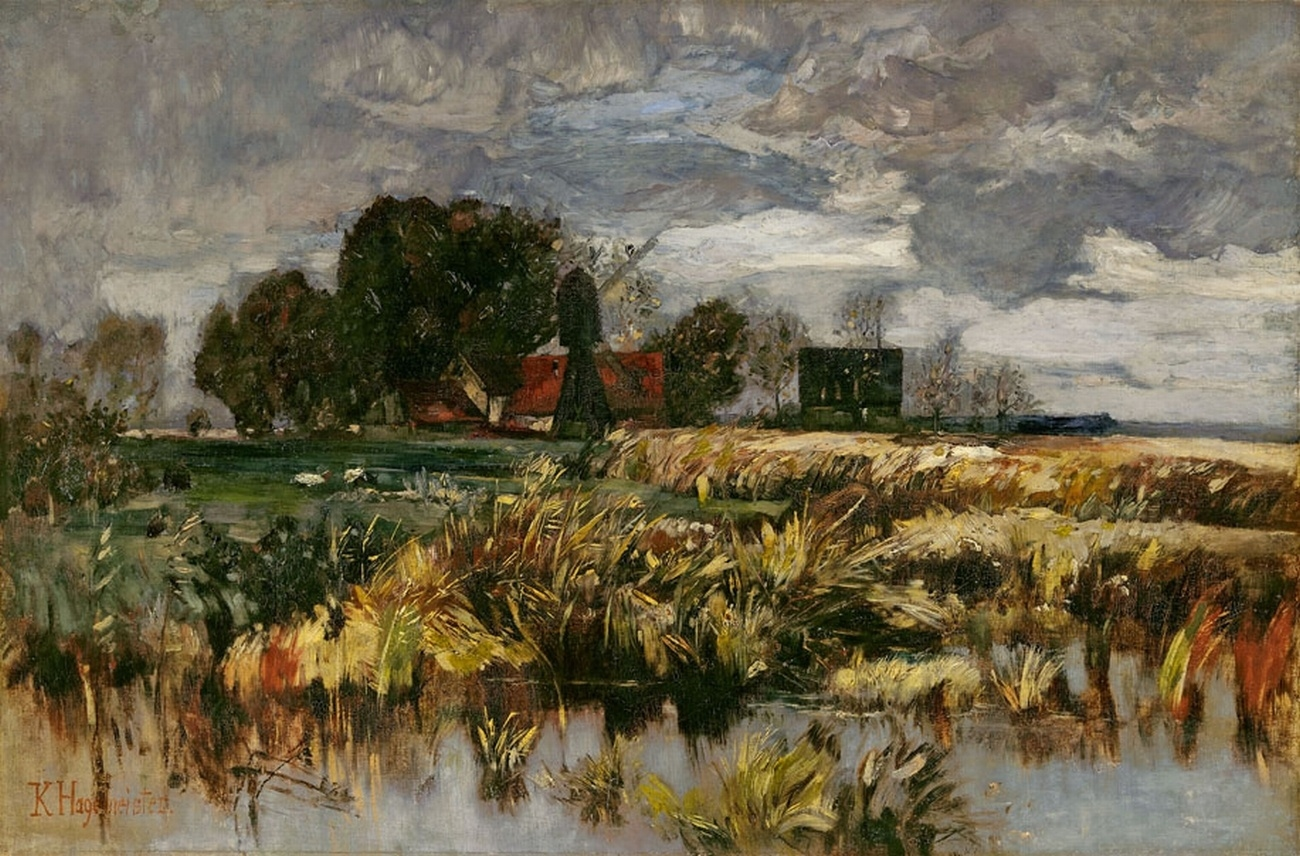
「秋の風景と風車」(c.1880)
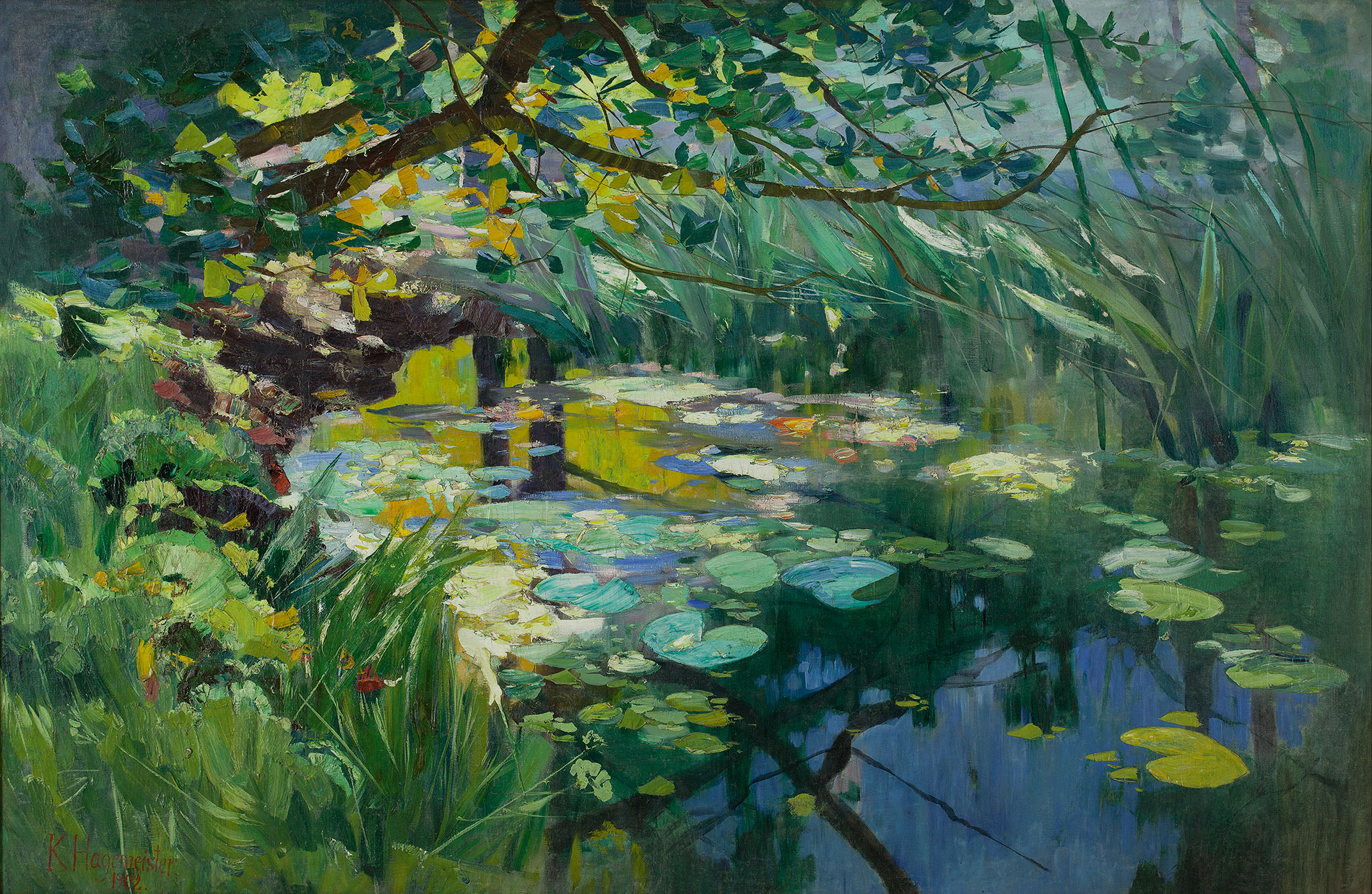
「蓮の池」
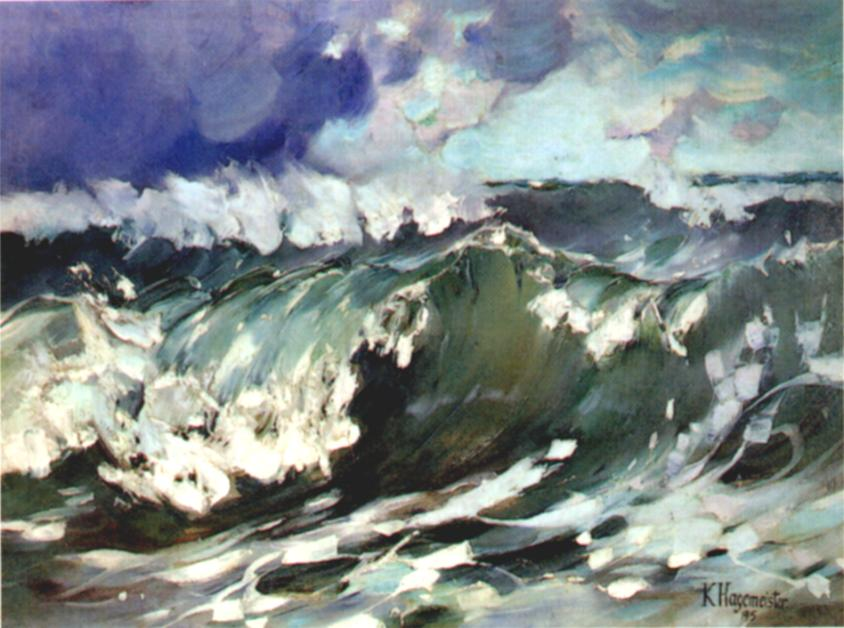
「嵐の波」(1915)
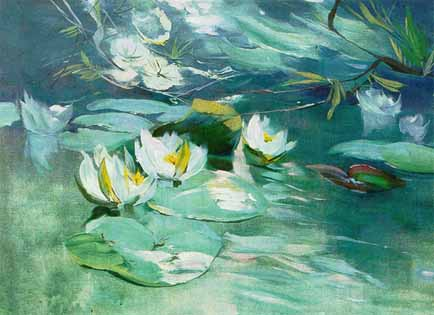
「睡蓮」
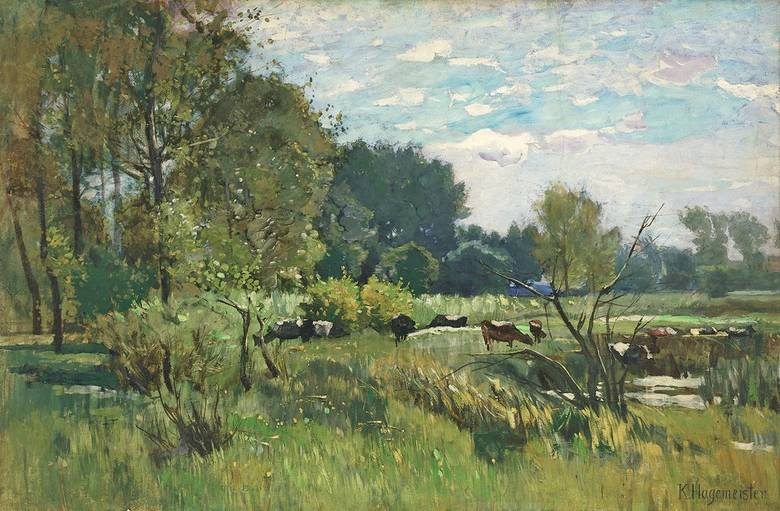